# Municipio de Esmond (Dakota del Norte)
El municipio de Esmond (en inglés: Esmond Township) es un municipio ubicado en el condado de Benson en el estado estadounidense de Dakota del Norte. En el año 2010 tenía una población de 37 habitantes y una densidad poblacional de 0,4 personas por km².

## Geografía
El municipio de Esmond se encuentra ubicado en las coordenadas 48°3′58″N 99°47′24″O / 48.06611, -99.79000. Según la Oficina del Censo de los Estados Unidos, el municipio tiene una superficie total de 92.22 km², de la cual 90,02 km² corresponden a tierra firme y (2,39 %) 2,21 km² es agua.

## Demografía
Según el censo de 2010, había 37 personas residiendo en el municipio de Esmond. La densidad de población era de 0,4 hab./km². De los 37 habitantes, el municipio de Esmond estaba compuesto por el 100 % blancos. Del total de la población el 0 % eran hispanos o latinos de cualquier raza.